# Álvaro Cunqueiro Mora
Álvaro Cunqueiro Mora (Mondoñedo, 22 de desembre de 1911 — Vigo, 28 de febrer de 1981) va ser un novel·lista, poeta, dramaturg, periodista i gastrònom gallec.
Els seus pares van ser Joaquín Cunqueiro Montenegro, boticari, i Pepita Mora Moirón. Ja de nen li agradava llegir, especialment lectures populars de l'època com novel·letes sobre Buffalo Bill i Fitz Roy. Ell mateix explica com va escriure la seva primera novel·la a la manera de les de l'oest en la qual els blancs parlaven en castellà i els indis en gallec. Ja un poc més major, dedicava temps per a llegir la poesia que li aconsellava el seu amic José Ramón Santeiro. Va estudiar batxillerat en l'Institut General i Tècnic de Lugo (1921), i allí fa bona amistat amb Evaristo Correa Calderón i Ánxel Fole. Es va matricular en la Facultat de Filosofia i Lletres de la Universitat de Santiago el 1927, però la va abandonar per a dedicar-se al periodisme, i va figurar com redactor i col·laborador de diversos periòdics i revistes com «El Poble Gallec». En la seva etapa compostel·lana acudia regularment a les tertúlies del Cafè Espanyol. Entre els seus millors amics hi havia Francisco Fernández del Riego, Domingo García Sabell, Gonzalo Torrente Ballester, Ricardo Carballo Calero, Carlos Maside i Xosé Eiroa. Membre de primera hora del Partit Galleguista.
El 1936 era professor a Ortigueira i va militar a Falange Española durant la Guerra Civil. A partir de 1937 col·labora amb diverses publicacions del bàndol feixista. El 1939 s'establix en Madrid com redactor del diari ABC, fins que el 1943 surt de Falange i el 1944 se li retira el carnet de periodista, acabant aquí la seva col·laboració amb el règim franquista. El 1946 retorna a Galícia i es dedica a col·laborar amb els principals periòdics gallecs. Va ser un escriptor polifacètic, i la seva extensa obra literària abasta els camps periodístic, poètic, narratiu i teatral, així com treballs de traducció. En línia avantguardista va publicar els poemaris «Mar ao norde» (1932) i Poemes do si e do non (1933). «Cantiga nova que se chama Riveira» (1933) la va escriure sota l'influx de la lírica galaicoportuguesa medieval.

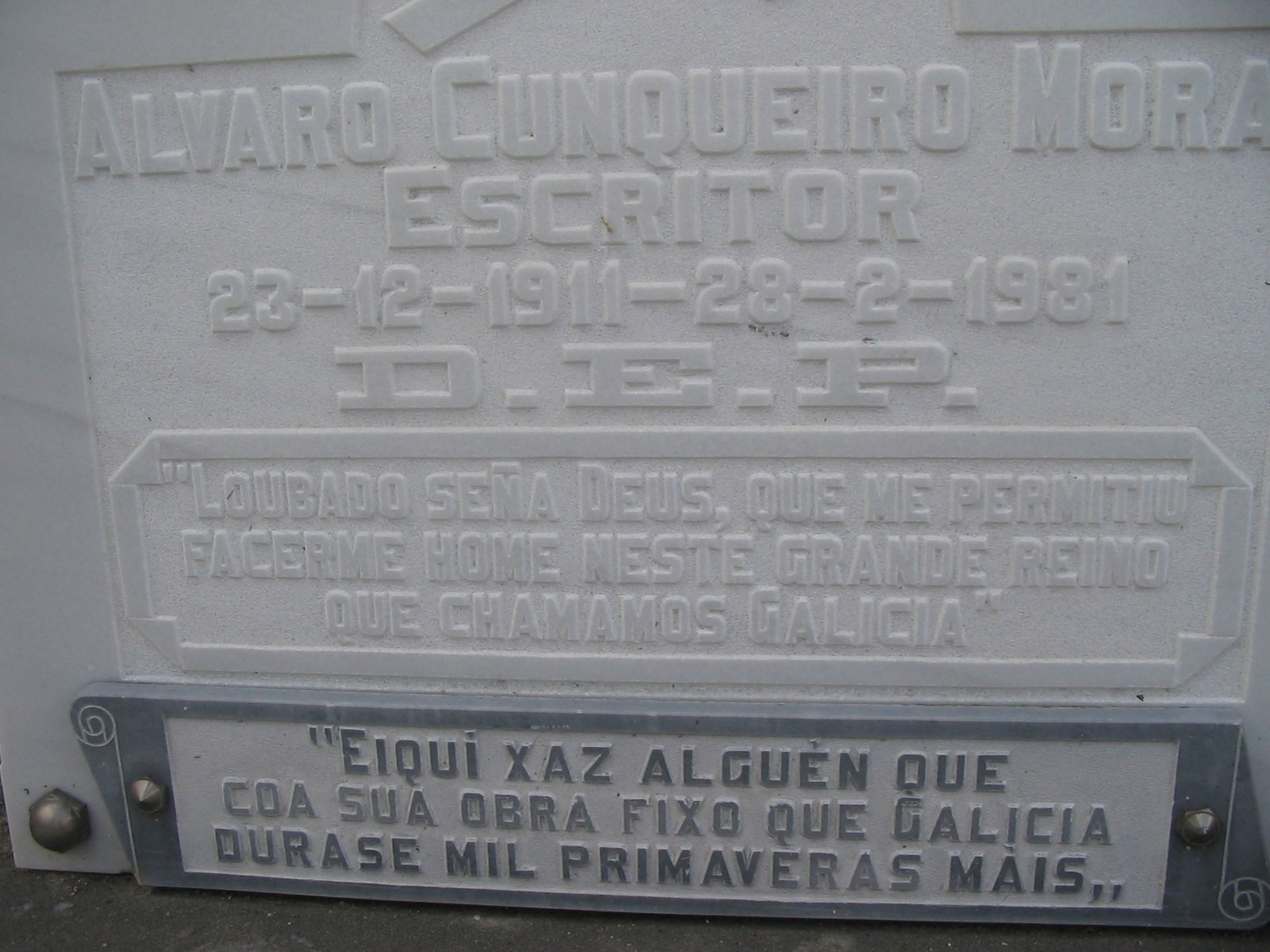
Tomba d'Álvaro Cunqueiro, a Mondoñedo

En les dècades de 1940 i 1950 va començar a centrar-se principalment en la narrativa, i va publicar tres novel·les rellevants: «Merlín e família e outras historias», «As crónicas do sochantre» i «Se o vello Simbad volvese ás illas». Així mateix, també va publicar alguns llibres de relats com «Xente d'aquí e de acolá», «Escola de menciñeiros», etc. Va rebre el Premi Nacional de la Crítica el 1959 per «Las crónicas del sochantre», que en realitat va ser una traducció del ja citat «As crònicas do sochantre». El 1961 va ingressar en la Reial Acadèmia Gallega. Així mateix, li va ser concedit el Premi Nadal el 1968 per la novel·la «Un hombre que se parecía a Orestes», i per «Herba aquí ou acolá», una col·lecció de poesies, el premi Frol da agua el 1979 i el Premi de la Crítica de narrativa gallega per «Os outros feriantes». També, com periodista, va rebre el Premi Comte de Godó. El 1991 se li va dedicar el Dia de les Lletres Gallegues.
El primer Cunqueiro va ser fonamentalment poeta, de manera avantguardista, neotrobadoresca i culturalista, i després de la guerra civil espanyola es va dedicar sobretot a la narrativa i al periodisme, deixant innombrables articles en periòdics com Vallibria, La Voz de Galicia, El Progreso i El Faro de Vigo (periòdic que a més va dirigir). De la seva obra teatral sobresurt, «O incerto señnyor don Hamlet, príncipe de Dinamarca» (1958).

## Obres
En gallec
Poemes
- Mar ao Norde (1932)
- Poemas do si e non (1933)
- Cantiga nova que se chama Riveira (1933)
- Dona do corpo delgado (1950)
- Palabras de víspera (1974)

Prosa
- Merlín e familia (1955)
- Crónicas do Sochantre (1956)
- Si o vello Sinbad volvese ás illas (1961)
- Herba aquí ou acolá (1979)

Teatre
- O incerto señor Don Hamlet, Príncipe de Dinamarca (1958)
- A noite vai coma un río (1965)

Relat
- Escola de Menciñeiros (1960)
- Xente de aquí e de acolá (1971)
- Os outros feirantes (1979)

En espanyol
- Elegías y canciones (1940)
- Balada de las damas del tiempo pasado (1945)
- Crónica de la derrota de las naciones (1954)
- Las mocedades de Ulises (1960)
- Flores del año mil y pico de ave (1968)
- Un hombre que se parecía a Orestes (1969)
- Vida y fugas de Fanto Fantini della Gherardesca (1972)
- El año del cometa con la batalla de los cuatros reyes (1974)
- Tertulia de boticas prodigiosas y Escuela de curanderos (1976)

Traduccions al català
- Herba aquí o allà (Herba aquí ou acolá).[2]